# Pierre Kwizera
Pierre Kwizera (Bujumbura, 16 aprile 1991) è un calciatore burundese, centrocampista del Rayon Sports.

## Carriera

### Club
Ha giocato nelle prime divisioni di Burundi, Tanzania, Ruanda ed Oman.

### Nazionale
Ha partecipato alla Coppa d'Africa del 2019.